# Alessio Besio
Alessio Besio (San Galo, Suiza, 18 de marzo de 2004) es un futbolista suizo. Juega de delantero y su equipo es el S. C. Friburgo II de la 3. Liga.

## Trayectoria
Formado en su club natal, el F. C. St. Gallen, fue promovido al primer equipo en la temporada 2020-21. Debutó en la Superliga de Suiza el 21 de mayo de 2021 ante el Servette F. C. Se marchó dos años después al S. C. Friburgo para jugar en su filial.

## Selección nacional
Besio es internacional en categorías inferiores por Suiza.

## Estadísticas
Actualizado al último partido disputado el 26 de abril de 2023.
| St. Gallen · Suiza                     | 1.ª           | 2020-21       | 1  | 1 | 0 | 0 | ― | ― | 1  | 1 |
| St. Gallen · Suiza                     | 1.ª           | 2021-22       | 29 | 1 | 5 | 1 | ― | ― | 34 | 2 |
| St. Gallen · Suiza                     | 1.ª           | 2022-23       | 4  | 0 | 1 | 0 | ― | ― | 5  | 0 |
| St. Gallen · Suiza                     | Total club    | Total club    | 34 | 2 | 6 | 1 | 0 | 0 | 40 | 3 |
| S. C. Friburgo II · Alemania           | 3.ª           | 2023-24       | 0  | 0 | ― | ― | ― | ― | 0  | 0 |
| S. C. Friburgo II · Alemania           | Total club    | Total club    | 0  | 0 | 0 | 0 | 0 | 0 | 0  | 0 |
| Total carrera                          | Total carrera | Total carrera | 34 | 2 | 6 | 1 | 0 | 0 | 40 | 3 |
| (1) Incluye datos de la Copa de Suiza. |               |               |    |   |   |   |   |   |    |   |